# Molophilus (Molophilus) ornatipes
Molophilus (Molophilus) ornatipes is een tweevleugelige uit de familie steltmuggen (Limoniidae). De soort komt voor in het Oriëntaals gebied.